# Hardwar (jeu vidéo)
Pour la ville indienne, voir Haridwar.
Hardwar (stylisé HardW[a]r ou de son titre complet Hardwar: The Future Is Greedy) est un jeu vidéo de combat spatial développé par The Software Refinery et édité par Gremlin Interactive, sorti en 1998 sur Windows.

## Accueil
- Computer Gaming World : 3,5/5[1]